# Axel Ekblom (konstnär)
Axel Richard Ekblom, född 7 februari 1858 i Stockholm, död där 17 augusti 1914, var en svensk kopparstickare och litograf.
Ekblom studerade vid Slöjdskolan i Stockholm och vid Konstakademien 1879-1885. Från 1876 var han anställd som tecknare vid Vetenskapsakademien där han utförde vetenskapliga illustrationer. Han utförde illustrationer för Naturhistoriska riksmuseet och Bergielunds botaniska trädgård samt reproduktioner i kopparstick och litografier för vetenskapliga tidskrifter. Tillsammans med H. A. Tullgren gav han 1905 ut boken Gubbar tecknade vid Entomologiska föreningens 25-års fest.
Axel Ekblom var son till trädgårdsmästaren Anders Jansson Ekblom och Maria Andersdotter samt från 1896 gift med konstnärinnan Theresia Jansson och far till Sven och Bruno Ekblom.